# 멤피스 매드 도그스
| 멤피스 매드 도그스 |                               |
| 디비전             | 사우스 디비전 (1995년)        |
| 설립연도           | 1995년                        |
| 해체연도           | 1995년                        |
| 역사               | 멤피스 매드 도그스 (1995년)   |
| 경기장             | 리버티 보울 메모리얼 스타디움 |
| 연고지             | 테네시주 멤피스               |
| 구단주             | 프레스 스미스                 |
| 단장               |                               |
| 감독               | 페퍼 로저스                   |
| 디비전 우승        | -                             |
| 그레이 컵 우승     | -                             |
| 영구 결번          | -                             |

멤피스 매드 도그스(Memphis Mad Dogs)는 미국 테네시주 멤피스를 연고지로 하는 1995년 CFL 참가했던 팀이다.